# Trimmatom eviotops
 Trimmatom eviotops es una especie de peces de la familia de los Gobiidae en el orden de los Perciformes.

## Morfología
Los machos pueden llegar a alcanzar los 2,1 cm de longitud total.

## Hábitat
Es un pez de Mar y, de clima tropical y asociado a los  arrecifes de coral. 

## Distribución geográfica
Se encuentra en Australia, Txagos, Fiyi, la Polinesia Francesa, Guam, las Islas Marshall, la Micronesia, las Islas Marianas, Nueva Caledonia, Pitcairn, Samoa, Tonga y Tuamotu. 

## Observaciones
Es inofensivo para los humanos. 